# Toyotomi Hideyoshi
En aquest nom japonès, el cognom és Toyotomi.
Toyotomi Hideyoshi (japonès: 豊臣秀吉)  (Nakamura-ku, 17 de març de 1537 - Castell de Fushimi, 18 de setembre de 1598), també conegut com a Kinoshita Tōkichirō (木下 藤吉郎) i Hashiba Hideyoshi (羽柴 秀吉), fou un samurai japonès i un dàimio (senyor feudal) de finals del període Sengoku, considerat com el segon «Gran Unificador» del Japó.
És conegut per les seves invasions de Corea i per haver deixat un abundant llegat cultural, incloent-hi la restricció que només membres de la classe samurai poguessin portar armes. D'origen humil, Hideyoshi es va convertir en un dels homes més importants de l'època, i les seves reformes polítiques van pacificar efectivament el país i van establir les bases del shogunat Tokugawa.

## Biografia

### Joventut
Poc es coneix amb certesa sobre la vida de Hideyoshi abans de 1570, quan el seu nom comença a aparèixer en documents i cartes fins ara preservades. La seva autobiografia comença el 1577, però en ella Hideyoshi parla molt poc sobre el seu passat. La tradició diu que va néixer a Nakamura-ku, Nagoya, a la província d'Owari, llar del clan Oda. No tenia un llinatge samurai evident; el seu pare, Kinoshita Yaemon, havia servit com a ashigaru, un camperol emprat pel samurai com a soldat de peu en els exèrcits d'Oda Nobuhide, pare d'Oda Nobunaga, fins que va ser ferit en batalla i va haver de tornar a les tasques de l'agricultura. A causa de circumstàncies de naixement, Hideyoshi no va tenir cognom, i el nom que se li va donar a la seva infància era Hiyoshi-maru (日吉丸) ('Regal del Sol') tot i que hi ha variacions sobre aquest. Yaemon va morir el 1543 quan Hideyoshi tenia set anys.
Moltes llegendes descriuen que Hideyoshi va ser enviat a estudiar a un temple quan era jove, però que va renunciar a la manera de vida del temple i va fugir a la recerca d'aventures.Sota el nom de Kinoshita Tōkichirō (木下 藤吉郎), es va unir primer al clan Imagawa com a servent del governador local Matsushita Yukitsuna (松下之綱). Hideyoshi va viatjar fins a les terres d'Imagawa Yoshimoto, el dàimio amb seu a la província de Suruga, i va servir aquí durant un temps, fins que es va escapolir amb una suma de diners que li havia confiat el samurai Matsushita Yukitsuna.

### Servei sota Nobunaga (1558–1582)
El 1558, Hideyoshi es va convertir en un ashigaru del poderós clan Oda, els governants de la seva província natal d'Owari, ara encapçalats per l'ambiciós Oda Nobunaga.Hideyoshi aviat es va convertir en el porta-sandàlies de Nobunaga, una posició d'estatus relativament alta. Segons els seus biògrafs, Hideyoshi també va supervisar la reparació del castell Kiyosu, una afirmació descrita com a «apòcrifa», i va gestionar la cuina. Després que Nobunaga s'adonés del seu talent, quan aquest va derrotar Imagawa Yoshimoto a la batalla d'Okehazama el 1560, es va convertir en un dels servidors de confiança de Nobunaga.
El 1561, Hideyoshi es va casar amb Nene, la filla adoptiva d'Asano Nagakatsu, descendent de Minamoto no Yorimitsu. Hideyoshi va dur a terme reparacions al castell Sunomata amb el seu mig germà petit, Hashiba Koichirō, juntament amb Hachisuka Masakatsu i Maeno Nagayasu. Els esforços de Hideyoshi van ser ben rebuts perquè Sunomata es trobava en territori enemic, i segons la llegenda, Hideyoshi va construir un fort a Sunomata durant la nit i va descobrir una ruta secreta cap al mont Inaba, després de la qual gran part de la guarnició local es va rendir.

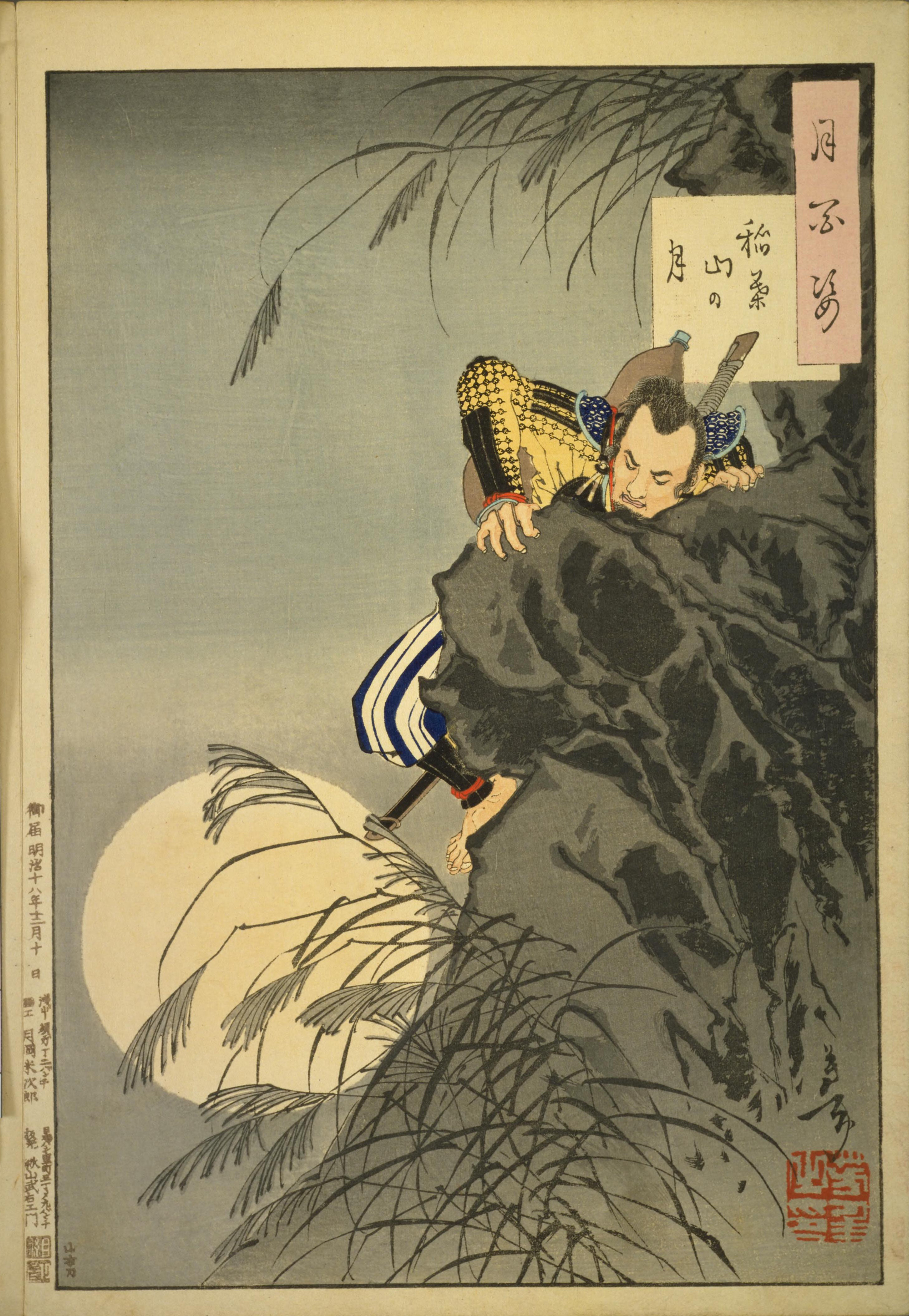
Cent aspectes de la Lluna, núm. 7, per Tsukioka Yoshitoshi: La Lluna darrere del mont Inaba. El jove Toyotomi Hideyoshi (aleshores anomenat Kinoshita Tōkichirō) lidera un petit grup que assalta el castell del mont Inaba.

Hideyoshi va ser molt reeixit com a negociador. En 1564 va aconseguir, en bona part mitjançant generosos suborns, que un grup de samurais se separessin del clan Saitō, de la província de Mino; entre aquests samurais hi havia el gran estrateg Takenaka Hanbei.
La fàcil victòria de Nobunaga al setge del castell d'Inabayama el 1567 es va deure en gran part als esforços de Hideyoshi,i malgrat els seus orígens camperols, el 1568 Hideyoshi es va convertir en un dels generals més distingits de Nobunaga, i adoptà finalment el nom de Hashiba Hideyoshi (羽柴 秀吉). El nou nom i cognom es derivava dels noms i cognoms de quatre importants samurais a les ordres de Nobunaga, Niwa Nagahide (丹羽 長秀), Shibata Katsuie (柴田 勝家), pel cognom, i Akechi Mitsuhide (明智 光秀) i Mori Yoshinari (森 吉成) pel nom.
El 1570, Hideyoshi va protegir la retirada de Nobunaga de les forces d'Azai-Asakura a Kanegasaki. La defensa de rereguarda de Hideyoshi per a la fugida del seu senyor és un dels seus èxits llegendaris sota Nobunaga. Més tard, el juny de 1570, a la batalla d'Anegawa, en la qual Oda Nobunaga es va aliar amb Tokugawa Ieyasu per assetjar dues fortaleses dels clans Azai i Asakura, Hideyoshi va ser assignat per conduir les tropes d'Oda a la batalla oberta per primera vegada.
El 1573, després de campanyes victorioses contra els Azai i Asakura, Nobunaga va nomenar Hideyoshi dàimio de tres districtes a la part nord de la província d'Ōmi. Inicialment, Hideyoshi es va instal·lar a l'antic quarter general dels Azai al castell d'Odani, però es va traslladar a la ciutat de Kunitomo i la va rebatejar com a «Nagahama» en honor a Nobunaga. Hideyoshi es va traslladar més tard al port d'Imahama al llac Biwa, on va començar a treballar al castell d'Imahama i va prendre el control de la propera fàbrica d'armes de foc de Kunitomo que havia estat establerta uns anys abans pels Azai i Asakura. Sota l'administració de Hideyoshi, la producció d'armes de foc de la fàbrica va augmentar espectacularment. Posteriorment, Hideyoshi va participar en el setge de Nagashima de 1573.
El 1574, Hideyoshi juntament amb Araki Murashige, van capturar el castell d'Itami i més tard el 1575, van lluitar en la batalla de Nagashino contra el clan Takeda.
El 1576, va participar en el setge de Mitsuji, part de la guerra d'Ishiyama Hongan-ji d'onze anys. Més tard, Nobunaga va enviar Hideyoshi al castell de Himeji per conquerir la regió de Chūgoku del clan Mori. Aleshores Hideyoshi va lluitar en la batalla de Tedorigawa (1577), el setge de Miki (1578), el setge de Tottori (1581) i també el setge de Takamatsu (1582).

### Mort de Nobunaga
Durant el setge de Takamatsu, el 21 de juny de 1582, Oda Nobunaga i el seu fill gran i hereu, Nobutada, foren obligats a cometre seppuku en l'incident de Honnō-ji per les forces del traïdor Akechi Mitsuhide. El seu assassinat al temple Honnō-ji de Kyoto va posar fi a la recerca de Nobunaga per consolidar el poder centralitzat al Japó sota la seva autoritat.
Hideyoshi, a la recerca de venjança per la mort del seu senyor, va fer les paus amb el clan Mōri i tretze dies després es va trobar amb Mitsuhide i el va derrotar en la batalla de Yamazaki, amb la qual cosa va venjar el seu senyor (Nobunaga) i va prendre l'autoritat i el poder de Nobunaga per a ell.:275–279

## Ascens al poder (1582–1585)

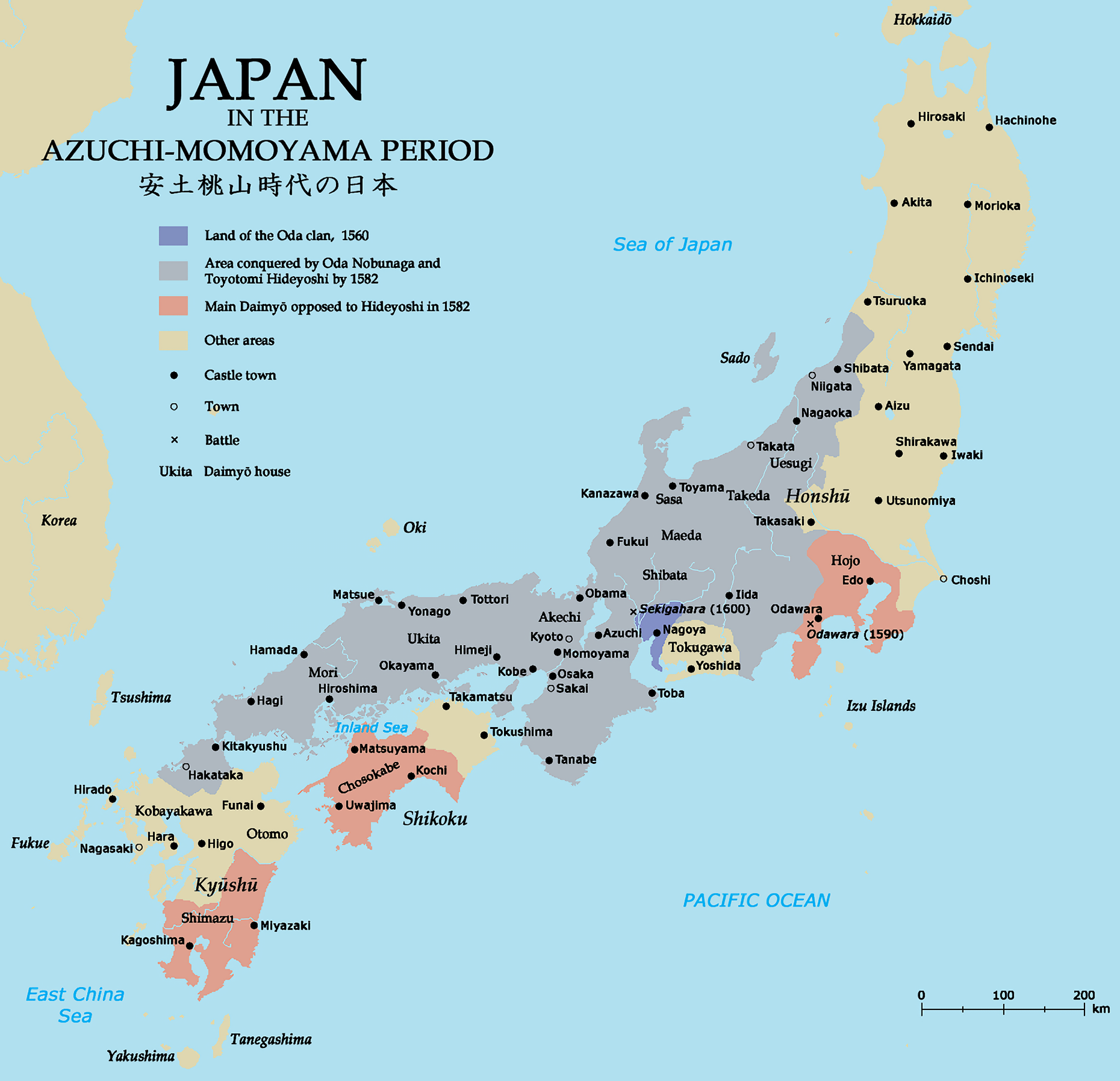
Japó al voltant del 1582

### Construcció del castell d'Osaka
El 1582, Hideyoshi va començar la construcció del castell d'Osaka. Construït al lloc del temple Ishiyama Hongan-ji, que va ser destruït per Nobunaga el 1597, la construcció es va completar i el castell es convertiria en l'últim reducte del clan Toyotomi després de la mort de Hideyoshi

### Conflicte amb Katsuie

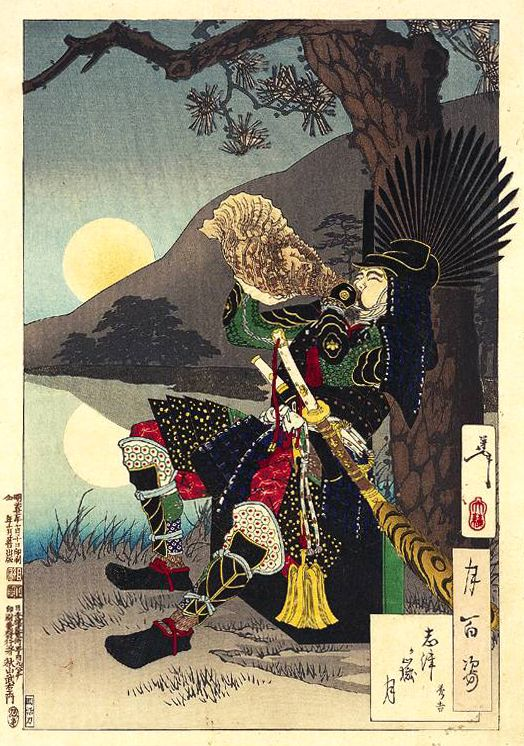
Cent aspectes de la Lluna, núm. 67, per Tsukioka Yoshitoshi: la Lluna i Hideyoshi a la batalla de Shizugatake.

El 1583 Hideyoshi estava en una posició molt forta. Va convocar el poderós dàimio al castell Kiyosu perquè poguessin determinar l'hereu de Nobunaga. Oda Nobukatsu i Oda Nobutaka es van barallar, la qual féu que Hideyoshi escollis el net de Nobunaga, Samboshi, l'altre nom del qual era Hidenobu. Un cop aconseguit el suport dels altres dos ancians del clan Oda, Niwa Nagahide i Ikeda Tsuneoki, Hideyoshi va establir la posició de Hidenobu, així com la seva pròpia influència en el clan Oda. Va repartir les províncies de Nobunaga entre els generals i va formar un consell de quatre generals per ajudar-lo a governar. La tensió va augmentar ràpidament entre Toyotomi Hideyoshi i Shibata Katsuie, i a la batalla de Shizugatake l'any següent, Hideyoshi va destruir les forces de Katsuie. Hideyoshi havia consolidat així el seu propi poder, havia arribat a un acord amb la major part del clan Oda i havia controlat 30 províncies. El famós dàimio i samurai kirishitan Iustus Takayama Ukon va lluitar al seu costat en aquesta batalla èpica.

### Conflicte amb Ieyasu
El 1584, l'altre fill de Nobunaga, Oda Nobukatsu, romania hostil a Hideyoshi. Nobukatsu es va aliar amb Tokugawa Ieyasu, i ambdós bàndols van lluitar en la batalla de Komaki i Nagakute. El resultat fou una mena de punt mort, tot i que les forces de Hideyoshi van rebre un fort cop. Ieyasu i Hideyoshi mai no van lluitar l'un contra l'altre, però el primer va aconseguir controlar l'avanç dels aliats del segon.Finalment, Hideyoshi va fer les paus amb Nobukatsu, i acabà amb el pretext per a la guerra entre els clans Tokugawa i Hashiba. Hideyoshi va enviar a Tokugawa Ieyasu la seva germana petita Asahi no kata i la mare Ōmandokoro com a ostatges.

### Clan Toyotomi

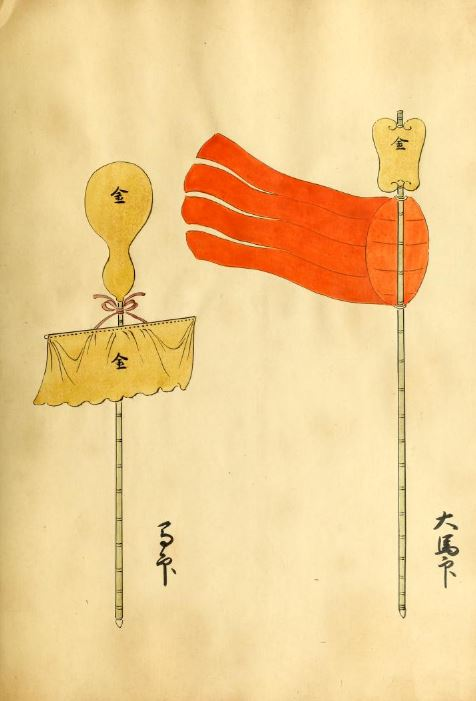
Estendards de batalla de Toyotomi Hideyoshi

Hideyoshi desitjava el títol de shōgun per a poder ser considerat el governant actiu del Japó. Tot i això, l'emperador del Japó no podia atorgar aquesta distinció a una persona d'orígens humils. Llavors va sol·licitar a l'últim shogun Muromachi, Ashikaga Yoshiaki, que l'acceptés com a fill adoptiu, però Yoshiaki va refusar. Després de veure frustrat el seu desig de convertir-se en shōgun, el 6 d'agost de 1585 va adquirir la més prestigiosa posició de «Regent Imperial» (Kanpaku), un fet notable, donat que, fins aleshores, tots els regents havien estat membres del clan Fujiwara. Per afegir una mica de legitimitat al seu nou lloc, s'ho va manegar per a ser adoptat per Konoe Sakihisa, un noble cortesà. També el 1585, Hideyoshi va rebre formalment el nou nom de clan Toyotomi (en comptes de Fujiwara) per la Cort Imperial. Va construir un luxós palau, el Jurakudai, el 1587, i complimentava l'emperador regnant Go-Yōzei l'any següent.

## Unificació del Japó (1585–1592)
Després, el 1585, Hideyoshi va llançar el setge de Negoro-ji i va sotmetre la província de Kii. Els negoro-gumi, els monjos guerrers de Negoro-ji, eren força hàbils en l'ús d'armes de foc i eren devots seguidors de Shingi, una branca de la secta budista Shingon. Estaven aliats amb els Ikkō-ikki i amb Tokugawa Ieyasu, un dels principals rivals de Toyotomi. En particular, van atreure la ira de Hideyoshi pel seu suport a Tokugawa a la batalla de Komaki i Nagakute l'any anterior. Després d'atacar una sèrie d'altres posts avançats de monjos guerrers a la zona, la força de Hideyoshi es va dirigir al monestir de Negoro-ji, atacant-lo des de dos costats. En aquest moment, molts dels negoro-gumi ja havien fugit al castell d'Ōta. Més tard, Hideyoshi va assetjar el castell d'Ōta. El complex va ser incendiat, començant per les residències dels sacerdots, i els samurais de Hideyoshi van matar els monjos mentre escapaven dels edificis en flames.

### Campanya de Shikoku
A la invasió de Shikoku de 1585, les forces de Toyotomi van prendre i conquerir l'illa de Shikoku, la més petita de les quatre illes principals del Japó, de Chōsokabe Motochika. Les forces de Toyotomi van arribar amb 113.000 homes sota les ordres de Toyotomi Hidenaga, Toyotomi Hidetsugu, Ukita Hideie i els «Dos Rius» del clan Mōri, Kobayakawa Takakage i Kikkawa Motoharu. Enfront d'ells hi havia 40.000 homes de Chōsokabe. Malgrat la grandària aclaparadora de l'exèrcit de Hideyoshi i els suggeriments dels seus assessors, Motochika va optar per lluitar per defensar els seus territoris. Les batalles van culminar amb el setge del castell d'Ichinomiya, que va durar 26 dies. Chōsokabe va fer un intent a mitges per alleujar el seu castell del setge, però al final es va rendir. Se li va permetre mantenir la província de Tosa, mentre que la resta de Shikoku es va dividir entre els generals de Hideyoshi.

### Campanya de Toyama
Durant el final de l'estiu d'agost de 1585, Hideyoshi va llançar un atac contra la província d'Etchū i la província de Hida. Toyotomi Hideyoshi va enviar Kanamori Nagachika a destruir el clan Anegakōji de Hida i va dur a terme el setge del castell de Toyama. La guarnició del castell de Toyama estava dirigida per Sassa Narimasa, un dels seus antics aliats molts anys enrere. Hideyoshi va dirigir el seu exèrcit d'uns 100.000 soldats contra els 20.000 homes de les forces de Sassa Narimasa; al final, la defensa de Narimasa es va trencar, fet que obrí el camí a la supremacia de Toyotomi sobre la província d'Etchū i la província de Hida.

### Campanya de Kyushu
El 1586 Toyotomi Hideyoshi va conquerir Kyūshū, i la va arrencar del control del clan Shimazu. Toyotomi Hidenaga, mig germà de Hideyoshi, va desembarcar al sud de Bungo a la costa oriental de Kyūshū. Mentrestant, Hideyoshi va conduir les seves pròpies forces per una ruta més occidental, a la província de Chikuzen. Més tard aquell any, amb un total de 200.000 soldats contra els 30.000 homes de les forces de Shimazu, els dos germans es reunirien a la província natal dels Shimazu, Satsuma. Van assetjar el castell de Kagoshima, la llar del clan Shimazu. Els Shimazu es va rendir, fet que deixava les mans lliures a Hideyoshi per adreçar la seva atenció al clan Hōjō de Kantō, l'últim clan important que se li oposava.
Més tard, el 1587, Hideyoshi va desterrar els missioners cristians de Kyūshū, per exercir un major control sobre el dàimio kirishitan. Tanmateix, el mateix Hideyoshi va ignorar l'edicte i va utilitzar missioners jesuïtes com a intèrprets i mediadors en el comerç amb els comerciants portuguesos.

### Caça d'espases
El 1588, Hideyoshi va prohibir que els camperols comuns tinguessin armes i va iniciar una caça d'espases per confiscar armes. Les espases es van fondre per crear una estàtua de Buda. Aquesta mesura va aturar efectivament les revoltes camperoles i va assegurar una major estabilitat a costa de la llibertat del dàimio individual.

### Campanya d'Odawara
El 1590, Hideyoshi va dur a terme la campanya d'Odawara contra el clan Hōjō a la regió de Kantō. Amb 220.000 homes, el descomunual exèrcit de Toyotomi Hideyoshi va envoltar el castell d'Odawara i la seva guarnició de 82.000 hōjō, en el que s'ha anomenat «les línies de setge més poc convencionals de la història dels samurais». Els samurais eren entretinguts per tot, des de concubines, prostitutes i músics fins a acròbates, menjafocs i malabaristes. Els defensors dormien a les muralles amb els seus arcabusos i armadures; malgrat el seu nombre més petit, van desanimar a Hideyoshi d'atacar. Després de tres mesos, els hōjō, que s'enfrontaven a un exèrcit molt superior, es van rendir, presumiblement a causa de la manca imminent d'aliments i subministraments. Això va eliminar l'última resistència a l'autoritat de Hideyoshi. La seva victòria va significar el final del període Sengoku. Durant el setge, Hideyoshi va oferir a Ieyasu les vuit províncies governades pels hōjō a la regió de Kantō, a canvi de la submissió de les cinc províncies d'Ieyasu. Ieyasu va acceptar aquesta proposta.

### Mort de Sen no Rikyū
El febrer de 1591, Hideyoshi va ordenar a Sen no Rikyū que cometés seppuku, probablement en un dels seus esclats d'ira. Rikyū havia estat un servidor de confiança i mestre de la cerimònia del te tant sota Hideyoshi com amb Nobunaga. Sota el patrocini de Hideyoshi, Rikyū va fer canvis significatius en l'estètica de la cerimònia del te que van tenir una influència duradora en molts aspectes de la cultura japonesa.
Després de la mort de Rikyū, Hideyoshi va dirigir la seva atenció de la cerimònia del te al noh, que havia estat estudiant des que es va convertir en regent imperial. Durant la seva breu estada al castell de Nagoya, a l'actual prefectura de Saga, a Kyūshū, Hideyoshi va memoritzar les parts de shite (paper principal) de deu obres de noh, que després va interpretar, i va obligar diversos dàimio a acompanyar-lo a l'escenari com a waki (paper secundari, acompanyant. Fins i tot va actuar davant l'emperador.

### Rebel·lió de Kunohe Masazane
La rebel·lió de Kunohe Masazane fou una insurrecció al període Sengoku del Japó, que es va produir a la província de Mutsu del 13 de març al 4 de setembre de 1591.
Kunohe Masazane, un influent membre del clan Nanbu, va llançar una rebel·lió contra el seu rival Nanbu Nobunao, que es va estendre per la província de Mutsu. Nobunao va renunciar a intentar sotmetre Kunohe pel seu compte i va enviar el seu fill, Nanbu Toshinao i un home seu de confiança, Kito Nobuaki, a Kamigata, i el 9 de juny van mantenir una audiència amb Hideyoshi i el van informar de la situació.
Nobunao va rebre finalment el suport de Toyotomi Hideyoshi, qui juntament amb Tokugawa Ieyasu va enviar un gran exèrcit a la regió de Tōhoku a mitjan 1591 que ràpidament va derrotar els rebels. L'exèrcit de Hideyoshi va arribar al castell de Kunohe a principis de setembre. Masazane es va veure superat en nombre i va rendir el castell de Kunohe, però ell i els defensors del castell van ser executats. La rebel·lió de Kunohe va ser la batalla final de les campanyes de Toyotomi Hideyoshi durant el període Sengoku i va completar la unificació del Japó.

## Campanya de Corea (1592–1598)

### Taikō
El 1591, Toyotomi Hidenaga, el seu germà petit, i Tsurumatsu, el seu fill de tres anys, que havia estat designat com a successor, van morir de malaltia un darrere l'altre. Com a resultat, va lliurar el càrrec de kanpaku al seu nebot, Hidetsugu, com a fill adoptiu, que va heretar la direcció de la família, i va passar a anomenar-se taikō (regent retirat).

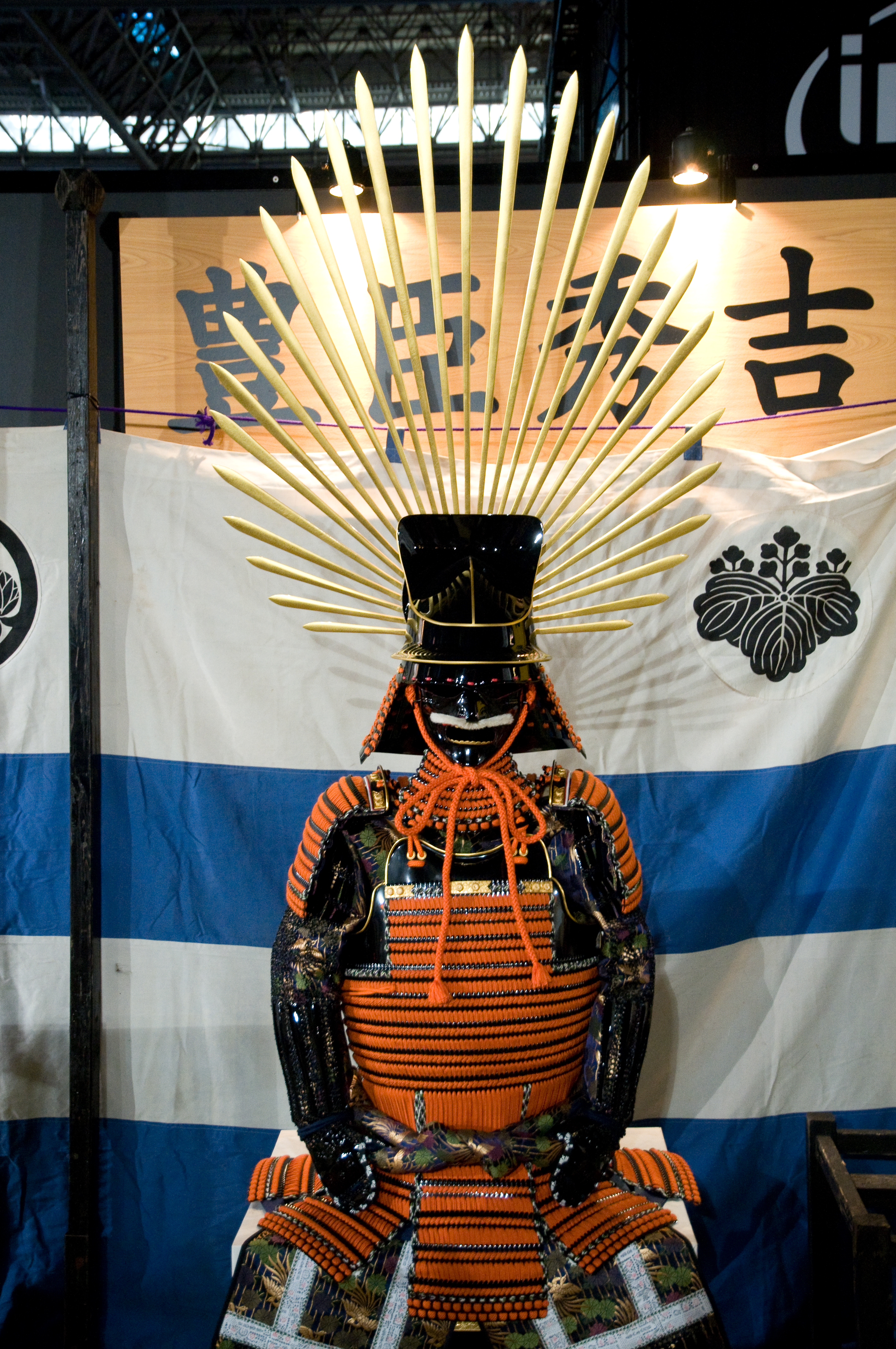
Rèplica de l'armadura de Toyotomi Hideyoshi

Tot i que la salut de Hideyoshi començava a trontollar, aquest encara anhelant algun èxit per consolidar el seu llegat, per la qual cosa va adoptar el somni d'Oda Nobunaga d'una conquesta japonesa de la Xina i va llançar la conquesta de la dinastia Ming a través de Corea (aleshores coneguda com a Koryu o Joseon).
Hideyoshi s'havia estat comunicant amb els coreans des de 1587, i havia sol·licitat un pas sense molestar a la Xina. Com a aliat de la Xina Ming, el govern de Joseon de l'època va rebutjar al principi les converses per complet, i a l'abril i juliol de 1591 també va rebutjar les demandes que les tropes japoneses poguessin marxar per Corea. El govern de Joseon estava preocupat perquè permetre que les tropes japoneses marxessin per Corea (Joseon) significaria que masses de tropes xineses Ming lluitarien contra les tropes de Hideyoshi a sòl coreà abans que poguessin arribar a la Xina, fet que posaria en risc la seguretat de Corea.

### Primera campanya contra Corea
L'agost de 1591, Hideyoshi va anunciar a tot el país que duria a terme una campanya militar a Corea la primavera vinent i va començar a construir el castell de Nagoya a la província de Hizen com a base per enviar-hi tropes. El març de 1592,va enviar un exèrcit de 160.000 soldats, comandats per Ukita Hideie, a Corea amb l'objectiu de conquerir Ming i sotmetre Corea. Konishi Yukinaga va ocupar Seül, que era la capital de la dinastia Joseon de Corea, el 19 de juny. Després que Seül caigués fàcilment, els comandants japonesos van celebrar un consell de guerra al juny a Seül i van determinar objectius de submissió anomenats Hachidokuniwari (八道国割) (literalment, «divisió de les vuit províncies»). Cada província objectiu va ser atacada per una de les vuit divisions de l'exèrcit:
- Pyongan per la Primera Divisió liderada per Konishi Yukinaga.
- Hamgyong per la Segona Divisió liderada per Katō Kiyomasa.
- Hwanghae per la Tercera Divisió liderada per Kuroda Nagamasa.
- Gangwon per la Quarta Divisió dirigida per Mōri Katsunaga.
- Chungcheong per la Cinquena Divisió liderada per Fukushima Masanori.
- Jeolla per la Sisena Divisió liderada per Kobayakawa Takakage.
- Gyeongsang per la Setena Divisió liderada per Mōri Terumoto.
- Gyeonggi per la Vuitena Divisió liderada per Ukita Hideie.

En només quatre mesos, les forces de Hideyoshi van tenir una ruta cap a Manxúria i van ocupar gran part de Corea. El rei coreà Seonjo de Joseon va escapar a Uiju i va demanar la intervenció militar de la Xina. El 1593, l'Emperador Wanli de la Xina Ming va enviar un exèrcit comandat pel general Li Rusong per bloquejar la planificada invasió japonesa de la Xina i recuperar la península de Corea. Aquest exèrcit procedí a atacar Pyongyang. El 7 de gener de 1593, les forces de socors Ming sota Li van recuperar Pyongyang i van envoltar Seül, però Kobayakawa Takakage, Ukita Hideie, Tachibana Muneshige i Kikkawa Hiroie va guanyar la batalla de Byeokjegwan al nord de Seül, a l'actual ciutat de Goyang. Al final de la primera campanya, tota l'armada japonesa va ser destruïda per l'almirall Yi Sun-sin de Corea la base del qual estava situada en una part de Corea que els japonesos no podien controlar. Això, en efecte, va posar fi al somni del Japó de conquerir la Xina, ja que els coreans simplement van destruir la capacitat del Japó per reabastir les seves tropes que estaven empantanades a Seül.

### Conflicte successori

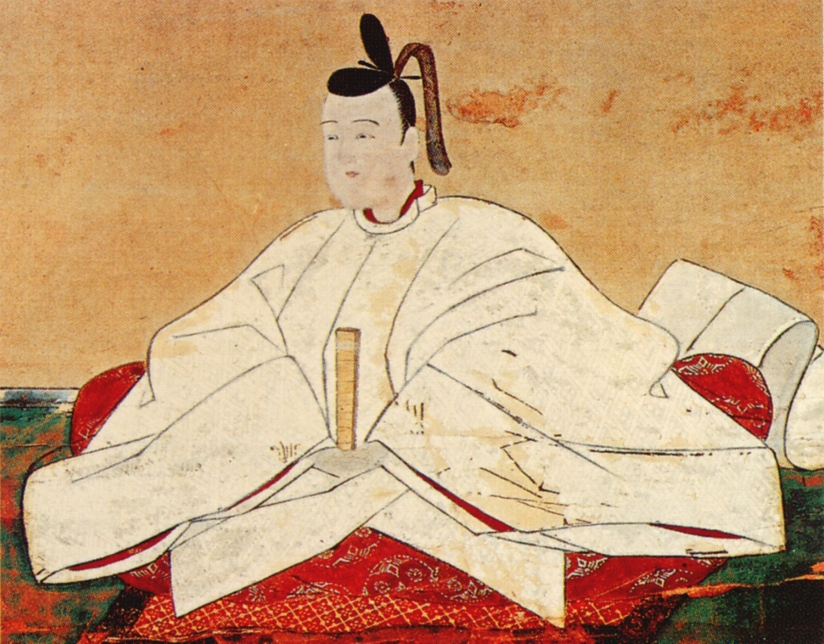
Toyotomi Hideyori

El 3 d'agost de 1593, Yodo-dono, concubina de Hideyoshi, va donar a llum a Hideyori. Hideyoshi es va traslladar al recentment construït castell de Fushimi amb la seva mare i el seu fill. Al principi, Hideyoshi va planejar col·locar Hidetsugu a Jurakudai, Hideyori al castell d'Osaka i ell mateix a Fushimi per intervenir. Segons el Tokitsune Kyoki, el 4 de setembre, Hideyoshi va dividir el Japó en cinc parts, i va dir que en donaria quatre a Hidetsugu i la restant a Hideyori.
Hidetsugu, que estava impacient amb el naixement de Hideyori, estava esgotat per l'ansietat que «podria ser expulsat de la posició de kanpaku» i gradualment es va tornar emocionalment inestable.
El juny de 1595, van aparèixer sospites de rebel·lió contra Hidetsugu. El 3 de juliol, Ishida Mitsunari Maeda Gen'i, Masuda Nagamori, Miyabe Keijun i Tomita Ippaku van visitar Hidetsugu a Jurakudai i van presentar cinc articles d'investigació per sospita de rebel·lió. Hideyoshi va instar Hidetsugu a confinar-se al castell Kiyosu, però Hidetsugu no ho va fer. Va aparèixer i va jurar per escrit que no estava boig. El dia 15 de juliol, els enviats Fukushima Masanori, Ikeda Kageo i Nagataka Fukuhara van visitar Hidetsugu i el van informar de l'ordre de la seva mort. El mateix dia, Hidetsugu va cometre seppuku, i els seus patges i servidors van morir com a màrtirs. El 2 d'agost, el cap de Hidetsugu va ser exposat al pont de Sanjō Ōhashi, Kyoto, i unes 29 persones, incloent-hi els fills de Hidetsugu (4 nens i 1 nena), concubines i minyones van ser executades davant del túmul on es va col·locar el cap de Hidetsugu.

### Persecució del cristianisme

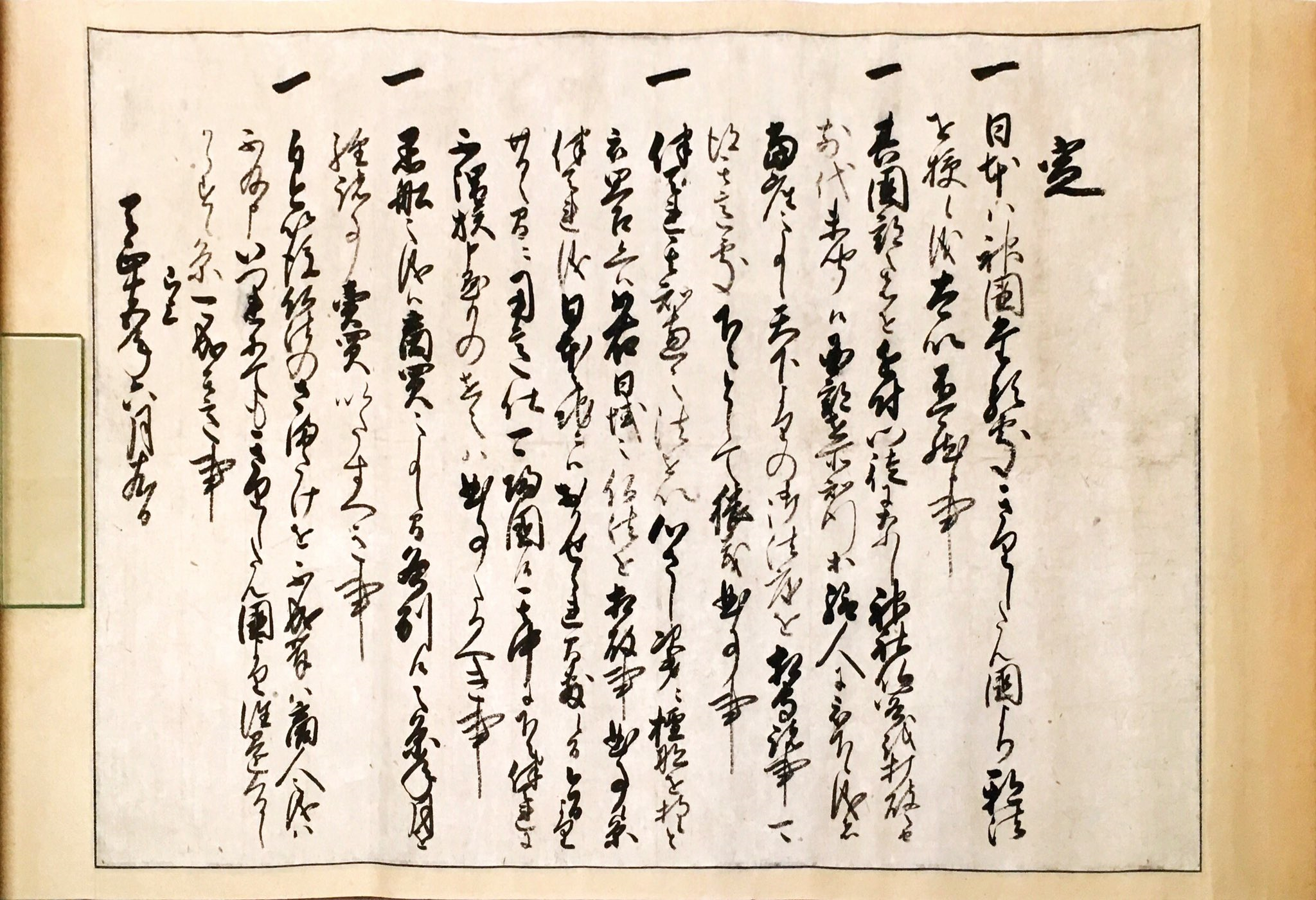
Hideyoshi va promulgar una prohibició del cristianisme en forma de Bateren tsuihō-rei (バテレン追放令) (Ordre d'expulsió dels sacerdots)el 24 de juliol de 1587.

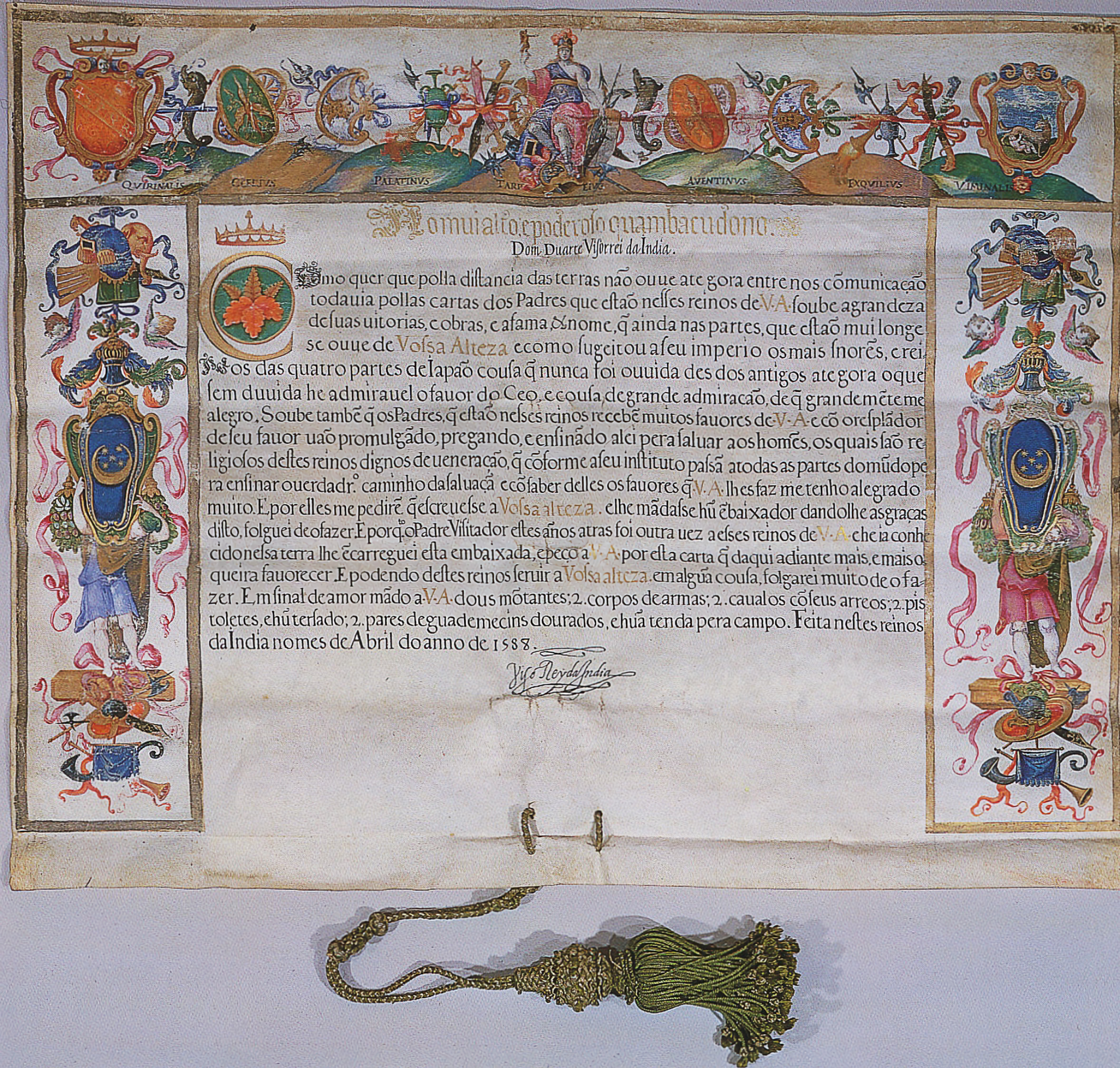
Carta de Duarte de Meneses, virrei de l'Índia portuguesa, a Hideyoshi, datada l'abril de 1588, sobre la supressió dels cristians.

#### Edicte Bateren
L'edicte Bateren és una ordre d'expulsió de missioners cristians emesa per Toyotomi Hideyoshi el 24 de juliol de 1587 després de la conquesta de Kyushu. Els motius per adoptar aquesta decisió no es coneixen exactament. La seva implementació va anar acompanyada de la destrucció d'esglésies al Japó central, particularment a Osaka i Kyoto, així com la confiscació per part del govern japonès de la ciutat de Nagasaki, que estava en poder dels jesuïtes des de 1580.
Tanmateix, Hideyoshi no va fer complir l'edicte per por d'interrompre les relacions comercials amb Portugal, i en la dècada del 1590 va començar a restaurar el cristianisme. Incapaç d'expulsar per la força els missioners segons el decret imperial, el poder dels jesuïtes va continuar a Nagasaki, i Toyotomi Hideyoshi va donar suport ocasionalment als missioners.
Es diu que Hideyoshi va prohibir el tràfic d'éssers humans a l'ordre de desterrament dels bateren, però a l'ordre de desterrament que es va emetre realment, la sentència que prohibeix el tràfic de persones es va suprimir del memoràndum del dia anterior. De tota manera, Hideyoshi estava tan disgustat que el seu propi poble japonès fos venut en massa a l'esclavitud a Kyūshū, que va escriure una carta al viceprovincial jesuïta Gaspar Coelho el 24 de juliol de 1587 per exigir que els portuguesos, siamesos (tailandesos) i cambodjans i deixessin d'esclavitzar japonesos, i retornessin els esclaus japonesos que havien acabat arribant a l'Índia.Hideyoshi culpava els portuguesos i jesuïtes per aquest comerç d'esclaus i, com a resultat, va prohibir el proselitisme cristià.

#### Incident delSan Felipe
El 19 d'octubre de 1596, el vaixell espanyol San Felipe naufragà a Urado, a l'illa japonesa de Shikoku, en ruta de Manila a Acapulco. El dàimio local Chōsokabe Motochika es va apoderar de la rica càrrega del galió de Manila i, a causa de les protestes dels espanyols, l'incident va escalar fins a arribar a Toyotomi Hideyoshi. El pilot del vaixell, Francisco de Olandia, va suggerir incautament a les autoritats japoneses que era un modus operandi espanyol que els missioners s'infiltressin en un país abans d'una eventual conquesta militar, com s'havia fet a Amèrica. Hideyoshi fou degudament informat sobre aquesta declaració, i va reaccionar amb fúria. La revelació del pilot era una confirmació de les sospites de Hideyoshi sobre els «quintacolumnistes» cristians al Japó, que havien estat avivades pels seus servidors anticristians.
Els llibres d'història i els treballs d'investigació posteriors al final del període Edo subratllen que Hideyoshi va intuir les intencions d'Espanya i Portugal de conquerir el Japó a través de les accions dels missioners. És cert que hi havia un pla de conquesta del Japó per part dels missioners jesuïtes, però es desconeix si la mateixa Espanya o Portugal estaven d'acord amb la proposta dels missioners.
Pel que fa al pla del bàndol espanyol per conquerir el Japó, l'any 1586 el rei Felip II d'Espanya es mostrava negatiu sobre l'expansió del nou territori a causa de l'escassetat crònica de soldats i de l'enorme deute provocat per la ràpida expansió territorial.

#### Vint-i-sis màrtirs de Nagasaki

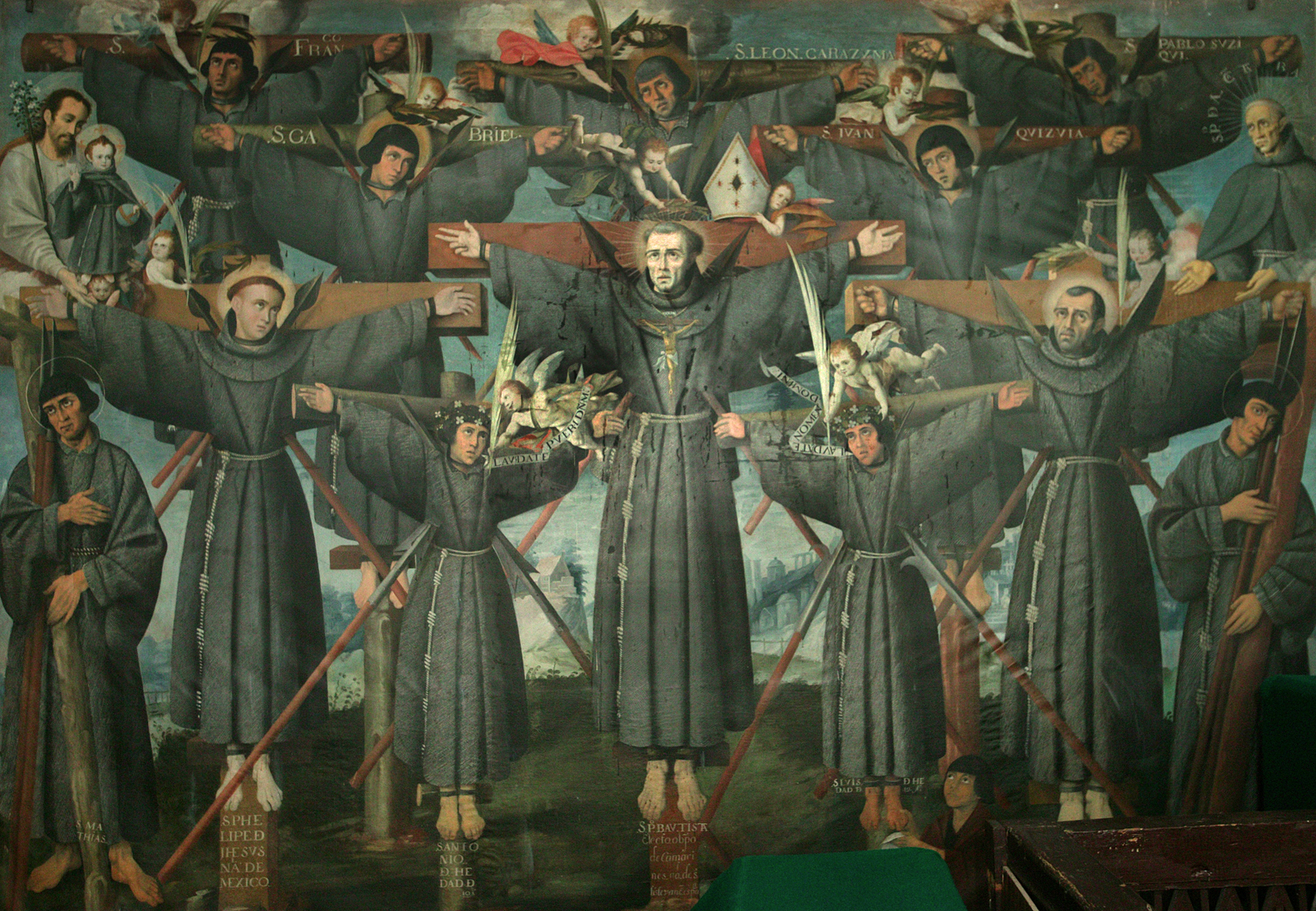
Els 26 màrtirs cristians de Nagasaki, segles XVIII-XIX, Cor de La Recoleta, Cuzco.

Influït per l'incident del San Felipe, Hideyoshi va pensar que les activitats missioneres actives dels franciscans, que havien arribat al Japó després dels jesuïtes, eren provocadores quant a la prohibició del cristianisme, i va ordenar a Ishida Mitsunari, el magistrat de Kyoto, l'execució de tots els franciscans i cristians que vivien a Kyoto. Mitsunari va poder excloure el nom de Iustus Takayama Ukon de la llista d'arrest, però no va poder excloure altres seguidors, inclòs Pau Miki.
Un total de 24 persones, entre elles 7 franciscans, 14 laics i 3 membres de la Companyia de Jesús, van ser detingudes a Osaka i Kyoto. Totes elles són coneguts com els vint-i-sis màrtirs de Nagasaki. Inclouen cinc missioners franciscans europeus, un missioner franciscà mexicà, tres jesuïtes japonesos i disset laics japonesos, inclosos tres nois joves. Van ser torturats, mutilats i van desfilar per ciutats del Japó. El 5 de febrer van ser executats a Nagasaki per crucifixió pública.

### Segona campanya contra Corea
Després de diversos anys de negociacions (interrompudes perquè els enviats d'ambdós bàndols van informar falsament als seus representats que l'oposició s'havia rendit), Hideyoshi va nomenar Kobayakawa Hideaki per dirigir una nova invasió de Corea, però els seus esforços a la península van tenir menys èxit que la primera invasió. Les tropes japoneses van romandre atrapades a la província de Gyeongsang. El juny de 1598, les forces japoneses van fer marxar enrere diverses ofensives xineses a Suncheon i Sacheon, però no van poder avançar més quan l'exèrcit Ming es preparava per a un assalt final. Si bé la batalla de Sacheon fou una gran victòria japonesa, les tres parts de la guerra estaven esgotades. Hideyoshi li va dir al seu comandant a Corea: «No deixeu que els meus soldats es converteixin en esperits en una terra estrangera».

## Mort

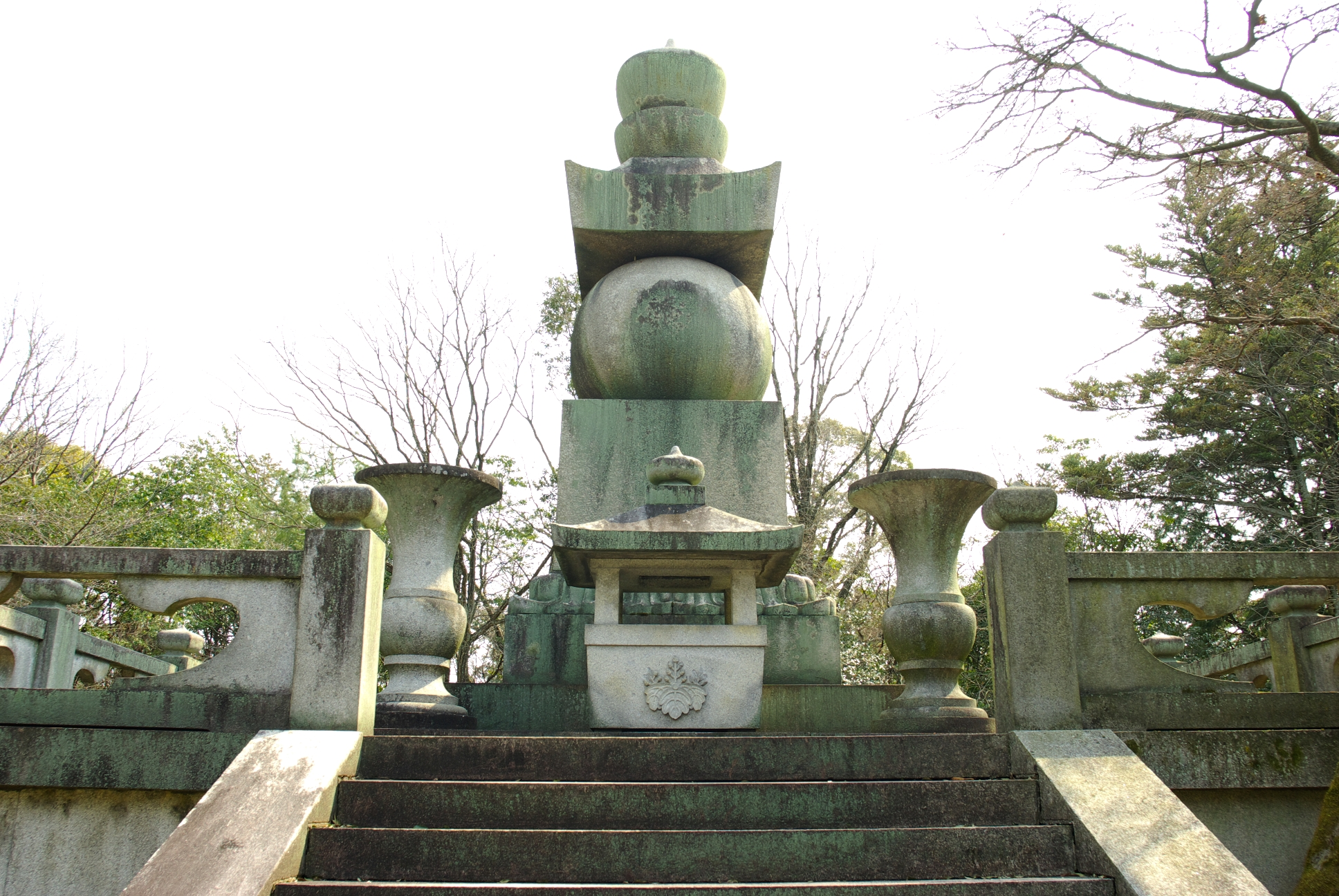
Houkokubyo (Mausoleu de Toyotomi Hideyoshi) Higashiyama-ku, Kyoto

Toyotomi Hideyoshi va morir el 18 de setembre de 1598 al castell de Fushimi prop de Kyoto (ara un districte de Kyoto). Va deixar palesa la seva voluntat de consagrar-se com el nou hachiman, com a guardià del Gran Buda del Temple Hokoji.No obstant això, després de la mort de Hideyoshi, el seu desig de ser consagrat com a hachiman no es va poder complir, així que va ser consagrat sota el nom de Toyokuni Daimyōjin (japonès: 豊国大明神, «deïtat brillant de la riquesa del país»), i el Santuari Toyokuni també va establir un temple jingū-ji separat.
La seva mort va ser mantinguda en secret pel Consell dels Cinc Ancians per preservar la moral, i van ordenar a les forces japoneses a Corea que es retiressin al Japó. A causa del seu fracàs per capturar Corea, les forces de Hideyoshi no van poder envair la Xina. En lloc d'enfortir la seva posició, les expedicions militars van deixar les arques del seu clan i la força de lluita esgotada, els seus vassalls en desacord sobre la responsabilitat del fracàs i els clans que eren lleials al clan Toyotomi es van debilitar. El govern de Tokugawa no només va prohibir més expedicions militars al continent asiàtic, sinó que va tancar el Japó a gairebé tots els estrangers durant els anys del shogunat Tokugawa. No va ser fins a finals del segle xix que el Japó va tornar a lluitar contra la Xina a través de Corea, utilitzant pràcticament la mateixa ruta que havia utilitzat la força d'invasió de Hideyoshi.
Després de la seva mort, els altres membres del Consell dels Cinc Ancians no van poder mantenir les ambicions de Tokugawa Ieyasu sota control. Dos dels principals generals de Hideyoshi, Katō Kiyomasa i Fukushima Masanori, havien lluitat amb valentia durant la guerra, però van tornar per trobar el castlà del clan Toyotomi Ishida Mitsunari al poder. Va menysprear els generals, i aquests es van posicionar a favor de Tokugawa Ieyasu. El fill menor d'edat de Hideyoshi i successor designat, Toyotomi Hideyori, va perdre el poder que el seu pare havia tingut una vegada, i Tokugawa Ieyasu va ser declarat shōgun després de la batalla de Sekigahara el 1600.
L'any 1615, quan la família principal del clan Toyotomi es va extingir, després del setge d'Osaka, Tokugawa Ieyasu va obtenir el permís imperial de l'emperador, Go-Mizunoo Tennō, per destruir la tomba de Hideyoshi, juntament amb el Santuari Toyokuni de Kyoto. L'abril del quart any de Keio (1868), l'emperador Meiji va emetre una ordre per restaurar l'altar del santuari de Hideyoshi. El 1875, es va restaurar el nom de Daimyojin i el Santuari Toyokuni es va reconstruir al lloc del Gran Saló del Buda del temple Hokoji.

## Llegat cultural

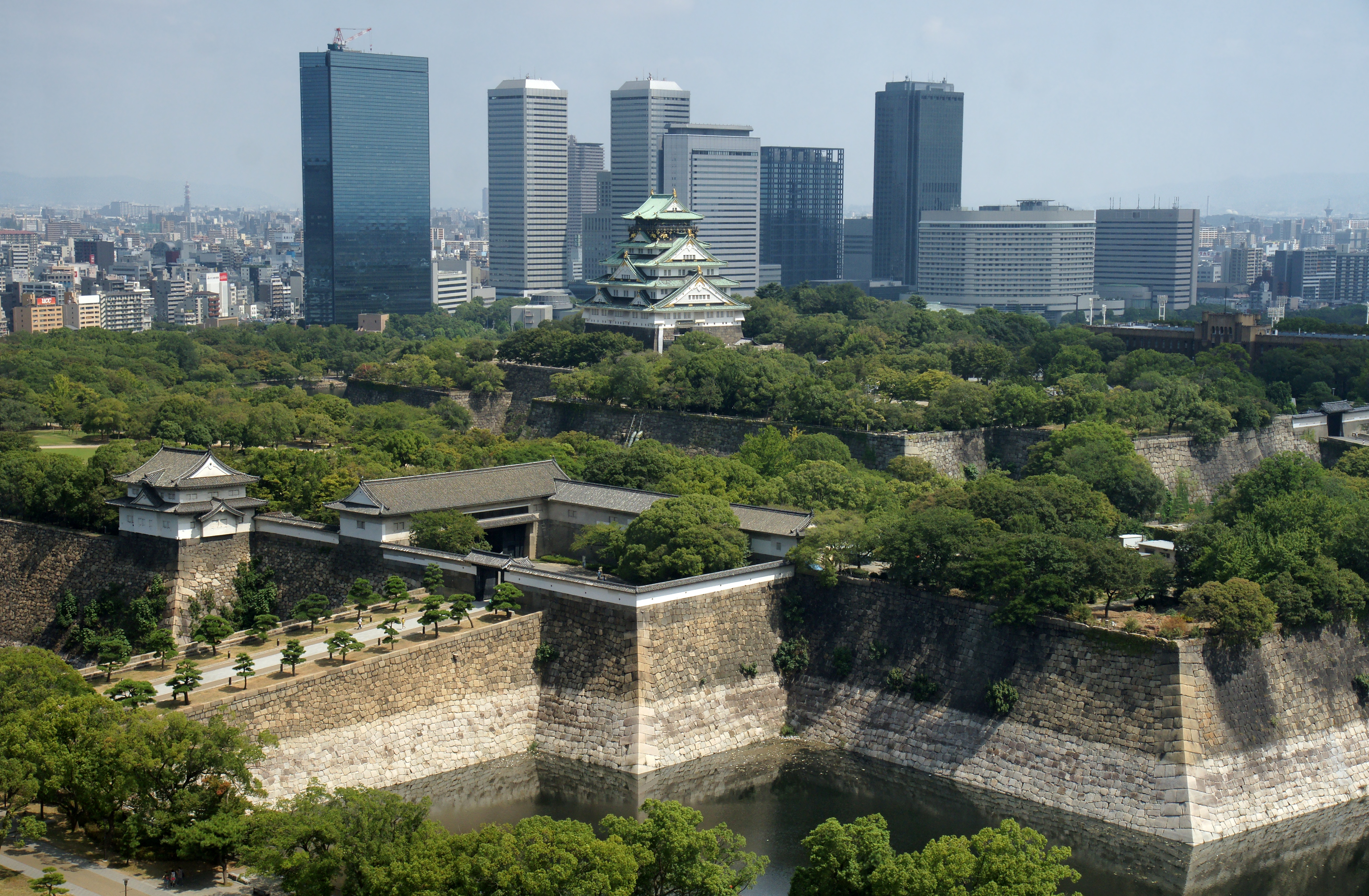
S'ha construït una rèplica del castell d'Osaka al lloc del gran donjon de Hideyoshi. L'icònic castell s'ha convertit en un símbol del ressorgiment d'Osaka com a gran ciutat després de la seva devastació durant la Segona Guerra Mundial.

Toyotomi Hideyoshi va canviar la societat japonesa de moltes maneres. Aquests inclouen la imposició d'una estructura de classes rígida, restriccions als viatges i estudis de terra i producció.
Les reformes de classe van afectar plebeus i guerrers. Durant el període Sengoku, s'havia fet habitual que els camperols esdevinguessin guerrers, o que els samurais fessin de grangers a causa de la constant incertesa provocada per la manca de govern centralitzat i sempre de pau provisional. En prendre el control, Hideyoshi va decretar que tots els camperols fossin desarmats completament. Per contra, va exigir als samurais que abandonessin la terra i s'instal·lessin a les ciutats castlanes. Això va solidificar el sistema de classes socials durant els 300 anys vinents.
Hideyoshi va compilar un registre general de la terra japonès, que es va convertir en la base per gravar la població durant els tres segles següents i també va ordenar un cens general de població. Un cop fet això i amb tots els ciutadans registrats, va exigir que tots els japonesos es quedessin als seus respectius han (feus) tret que obtinguessin permís oficial per anar a un altre lloc. Això va assegurar l'ordre en un període en què els bandolers encara vagaven pel camp i la pau encara era nova.
L'any 1590, Hideyoshi va completar la construcció del castell d'Osaka, el més gran i formidable de tot el Japó. En aquest mateix any, Hideyoshi va prohibir el «treball no lliure» o l'esclavitud al Japó,però les formes de contracte van persistir al costat del treball forçat dels codis penals del període.
Hideyoshi també va influir en la cultura material del Japó. Va dedicar temps i diners a la cerimònia japonesa del te, aplegant atuells, patrocinant esdeveniments socials luxosos i patrocinant aclamats mestres. A mesura que augmentava l'interès per la cerimònia del te entre la classe dirigent, també va augmentar la demanda d'atuells de ceràmica fina, i durant el transcurs de les campanyes de Corea, no només es van confiscar grans quantitats de preuats objectes de ceràmica, sinó que molts artesans coreans van ser traslladats a la força al Japó.
Inspirat en l'enlluernador Pavelló Daurat de Kyoto, va fer construir el Saló Daurat de Te, que estava cobert amb pa d'or i folrat a l'interior amb fina gasa vermella. Utilitzant aquesta innovació mòbil, podia practicar la cerimònia del te allà on anava, i projectava poderosament el seu poder i estatus inigualables a la seva arribada.
Políticament, va establir un sistema governamental que equilibrava els senyors de la guerra japonesos més poderosos (o dàimio). Es va crear un consell per incloure els senyors més influents.
Just abans de la seva mort, Hideyoshi esperava establir un sistema prou estable per sobreviure fins que el seu fill es fes prou gran per convertir-se en el següent líder.Es va formar un Consell dels Cinc Ancians (五大老, go-tairō), format pels cinc dàimio més poderosos. Després de la mort de Maeda Toshiie, però, Tokugawa Ieyasu va començar a assegurar aliances, inclosos els matrimonis polítics (que havien estat prohibits per Hideyoshi). Finalment, les forces pro-Toyotomi van lluitar contra els Tokugawa a la batalla de Sekigahara. Ieyasu va guanyar i va rebre el títol de Seii-Tai Shōgun dos anys després.
Com a deïtat xinto (kami), és venerat en diversos santuaris. Aquests s'anomenen o bé Santuari Toyokuni (Kun'yomi) o Santuari Hōkoku («Sobre la lectura»); tots dos poden ser 豊国神社(Shinjitai) o豐國神社 (Kyujitai), inclòs el santuari Toyokuni a Kyoto (construït el 1599), reconstruït més tard com a santuari Hōkoku (construït el 1700 al lloc actual del mausoleu Hōkoku-ryō, després enderrocat i reconstruït en un altre lloc el 1880), el santuari Toyokuni a Kanazawa, Santuari de Tōkyō, el Santuari Hōkoku a Osaka (juntament amb Toyotomi Hidenaga i Toyotomi Hideyori), el Santuari Nagoya Toyokuni (construït el 1881) i el Santuari Nagahama Hōkoku (prefectura de Shiga).
Ieyasu va deixar en vigor la majoria dels decrets de Hideyoshi i va construir el seu shogunat sobre ells. Això va assegurar que el llegat cultural de Hideyoshi es mantingués. En una carta a la seva dona, Hideyoshi va escriure:
| « | Vull fer actes gloriosos i estic preparat per a un llarg setge, amb provisions i or i plata en abundància, per tornar triomfant i deixar un gran nom darrere meu. Desitjo que ho entenguis i que ho expliquis a tothom. | » |